# Едгар Хувър
Джон Едгар Хувър (на английски: John Edgar Hoover) е основателят на Федералното бюро за разследване на САЩ в днешния му облик и негов първи директор от 10 май 1924 г. до смъртта си през 1972 г. Хувър е назначен като действащ директор на ФБР от президента Калвин Кулидж да реформира и изчисти бюрото, което се е смятало за корумпирано.
Управлението на Хувър обхваща осем правителствени мандата и включва периодите на Сухия режим, Голямата депресия, Втората световна война, Корейската война, Студената война и Виетнамската война. През целия този период Съединените щати се трансформират от изолирана слабонаселена територия в урбанизирана суперсила.
Почти от началото на своята кариера във ФБР Хувър е критикуван за превишаване и злоупотреба с властта, критика, която особено се засилва през 1960-те години. За него е известно, че разследва частни лица и цели групи хора повече заради техните политически убеждения, отколкото заради някаква предполагаема криминална дейност, както и че използва ФБР за нерегламентирани обиски и подслушване. Хувър често уволнява служители на ФБР с мотива, че според него „изглеждат тъпи, като автобусни шофьори“ или просто са „малоумници“.
Служители, които си навличат гнева му, са премествани на безперспективни длъжности, с което кариерата им приключва. Поради продължителното и противоречиво управление на Хувър мандатът на директорите на ФБР днес е ограничен на 10 години.

## Ранни години
Джон Едгар Хувър е роден на 1 януари 1895 година във Вашингтон (Окръг Колумбия) и е трето дете на Анна Шейтлин и Дикерсън Хувър. Малко детайли са известни за неговите младежки години. Той завършва Университета Джордж Вашингтон през 1917 с нисък успех. Докато е там, работи в Библиотеката на Конгреса и е член на братството Капа Алфа (Kappa Alpha Order). Докато не показва висок успех, Хувър е заинтересован от кариерата на Антъни Комсток – пощенски инспектор в Ню Йорк, който провежда дългогодишни кампании против измамата и лошите нрави (като порнография и информация за контрола над раждаемостта). Предполага се, че Хувър изучава методите на Комсток, които прилага по-късно в своята кариера.

## Кариера във ФБР
По време на Първата световна война Хувър работи в Министерството на правосъдието. През 1919, той е назначен начело на Главното разузнавателно поделение (General Intelligence Division) в министерството. През 1921 се присъединява към Бюрото за разследване (Bureau of Investigation) и през 1924 става негов изпълнителен директор. На 10 май 1924 президентът Калвин Кулидж определя Хувър за шести директор на Бюрото за разследване, като последица от смъртта на президента Уорън Хардинг и в отговор на подозренията, че предишният директор на Бюрото е замесен във финансови скандали. Когато Хувър поема Бюрото за разследване, то има приблизително 650 служители, включително 441 специални агенти.

### Гангстерски войни
В началото на 1930-те години се разразява същинска епидемия от банкови обири в Близкия Запад под ръководството на разноцветни криминални банди. Тези банди са добре въоръжени и притежават бързи коли, с които предизвикват местните полицейски сили. Един от най-известните по това време е банковия обирджия Джон Дилинджър, който привлича медийното внимание, името му много често е на първа страница във вестниците. Допълнителен дискомфорт създава обстоятелството, че обществеността възприема банковите обири снизходително, тъй като към това време банките са отнели собствеността на много фермери. Тази съпричастност стига дотам, че много от банковите обирджии се смятат, на практика, за народни герои. За да се ограничи беззаконието, щатските чиновници започват да търсят помощ от Вашингтон. Фактът, че обирджиите прекарват крадени коли през щатските граници, дава повод на Хувър да започне разследване.
Вестникарските страници за пълни с лесно запомнящи се дори и ласкателни прякори на различни престъпници – Джакрабит, Джон Дилинджър (той получава този прякор, заради бягствата си от затвора), Бейби Фейс Нелсън, Лестър Нелсън. Журналистите отразяват безброй истории на гангстерски подвизи – грабежи, опити за бягство от затвора – по начин, по който провокира въображението на техните читатели.
Хувър не може да приеме подобно развитие на събитията. Предизвикан от смъртта на няколко свои агенти при опит за банков обир на Франк Неш и неговата банда през 1933 г., той обявява общонационална война на престъпния свят. Тази публична декларация, направена на конференцията на Международната полицейска асоциация, е подкрепена от правителството със специални закони, даващи на разследващите правото да извършат арести и да носят оръжие. На 22 юли 1934г. служители на Бюрото успяват да застрелят Джон Дилинджър – човека, наречен от Хувър „обществен враг номер едно“. През октомври възмездието застига Прити Бой Флойд, а малко по-късно, след като е ранен смъртоносно от агенти на Бюрото, умира и Бейби Фейс Нелсън.
Така се слага край на епидемията от престръпления, вилняла из цяла Америка в продължение от повече от две години. През този период Федералното бюро за разследване успява да затвърди своя авторитет сред американското общество, а терминът Джи-мен става известен на всички.

## Личен живот
През целия си живот Едгар Хувър е заклет ерген и някъде от 1940 година за него започват да циркулират слухове, че е хомосексуален, но не са открити сериозни доказателства за това.
Предполага се, че в основата на тези слухове стои дългогодишното му приятелство с помощник-директора на ФБР Клайд Толсън, който също е наследник по завещание на Хувър.
Хувър описва Клайд Толсън, като неговото „второ аз“: двамата мъже не само работят заедно през деня, но също така вечерят заедно, ходят в нощни клубове заедно и прекарват отпуската си заедно. Извънредно близките взаимоотношения между двамата често са сочени като доказателство, че те са любовници, въпреки че някои служители на ФБР, които ги познават, казват, че отношенията им са по-скоро братски. Федерални агенти съобщават също, че Толсън е докарван първи и откарван последен от колата, която е превозвала Хувър до неговия офис и обратно.
След смъртта на Хувър, Толсън по завещание наследява неговото имущество на стойност приблизително $551 000 и се премества да живее в неговата къща, като също приема американското знаме, с което е погребан Хувър. След смъртта си Толсън е погребан близо до гроба на Хувър в Конгресното гробище.
Биографът на Хувър Ричард Хак, съобщава, че Хувър е имал романтична връзка с актрисата Дороти Ламур в края на 1930-те и по време на 1940-те години, и че след смъртта на Хувър, Ламур не е отричала слуховете за подобна връзка, която е в годините между нейните два брака. Хак допълнително съобщава, че през 1940-те и 1950-те години Хувър често се е срещал на културни мероприятия с Лила Роджърс, която е разведената майка на актрисата Джинджър Роджърс, и много от техните най-близки приятели са смятали, че те вероятно ще се оженят.

Рано сутринта на 2 май един от служителите на Хувър – Джеймс Крауфорд, пристига в дома му, но разбира, че шефът му все още не е станал. Когато влиза в спалнята на директора на ФБР, той открива мъртвото му тяло. Причината за смъртта му е сърдечна недостатъчност, предизвикана от високо кръвно налягане. Починалият е на 77 години. Внезапната смърт на директора на ФБР е необичайна, предвид факта, че той е здрав мъж, който се труди ревностно до последния си ден. Може би затова веднага след смъртта му се появяват и първите спекулации, свързани с нея. След медицинската експертиза като причина за кончината му е посочена сърдечна недостатъчност, предизвикана от хипертония. Според личния лекар на Хувър обаче, въпреки че пациентът му е имал леки прояви на високо кръвно налягане, той никога не е показвал някакви признаци на сериозни здравословни проблеми.